# نينا سازونافا
نينا أفاناسيفنا سازونافا (بالروسية: Сазонова, Нина Афанасьевна)‏ (ولدت في 27 ديسمبر 1916 / 7 يناير 1917) وتوفت في (29 فبراير 2004) وهي ممثلة سوفيتية وروسية عملت في السينما والمسرح. وحصلت على لقب (فنانة الشعب) عام 1977.
وقد وهبت سازونافا جزءا كبيرا من حياتها (1938 – 2002) للعمل في المسرح المركزى للجيش الأحمر، حيث لعبت أدوارا متنوعة.
قدمت سازونافا العديد من الأعمال للسينما. وتعد أدوارها في أفلام: «النساء» و «قصة السنوات المشتعلة» و «حكاية بسيطة» و «هكذا يعيش ذلك الشاب» و «زجزاج الحظ» ومسلسل «يوما وراء يوم» من أدوارها التي لا تنسى.

## سيرة حياتها

### الطفولة والشباب
ولدت نينا سازونافا في بلدة قسطنطين (الاَن، بلدة سرغياف بوساد، مدينة موسكو). كان لدى أفاناسيا ميخيلوفيتش ومتريونا سيميونافا خمسة أبناء وهم: سيرافيما، وتاتيانا، ونيكولاى، وباريس، ونينا وهي أصغر أخواتها. كان الأب يعزف على الجيتار والأم على الكمان والأبناء على الأكورديون. وكانت الاسرة كثيرا ما تقوم بتقديم حفلات موسيقية.
في عام 1920 أنتقلت أسرة سازونافا للعيش في مدينة كيمرى. استقرت سازونافا مع أسرتها في شقة جماعية في شارع تروتسيكوى. في هذا السنوات بدأت تظهر لدى سازونافا موهبة الفن. وكانت أول معلمة لسازونافا تدعى أنا ميخايلوفنا كورياتنيكافا. وقد لاحظت هذه المعلمة ميول سازونافا إلى الفن وساعدت في تنميته بكل الطرق. وتذكرت سازونافا في وقت لاحق:
«نجلس لكى ندرس، وبمجرد ان نشعر بالتعب ونتشاغل نسمع صوت أنا ميخايلوفنا:» هيا نغنى «. تمسك بالجيتار وتجلس على المقعد بالفصل وتقول:» سوف نغنى بهدوء «. لقد غنينا معها كل الأغانى الروسية والرومانسيات ! وقمنا بتمثيل كل القصص وأصوات كافة الحيوانات. كان أول دور لعبته هو» كولوبوك «. لقد كان دورا رائعا وكان من نصيبى بحق. لقد كنت فتاة رشيقة وذكية. وهكذا فقد أرست معلمتى الأولى بداخلى حب الإبداع، بل لكى شئ حى ومشرق ويثير الابتهاج وكل ما يساعد في التغلب على الألم».
وفي وقت الفراغ من الدراسة كانت سازونافا تذهب مع أختها تاتيانا إلى حلقة للمثلين الهواة تسمى «الاسكافى الاحمر» كانت ملحقة بمصنع للأحذية يدعى «النجمة الحمراء». وقد رأى رئيس الحلقة ويدعى بيتشينكوف في نينا مواهب بارزة وأدى معها الكثير من الأدوار، مطورا من مهاراتها التمثيلية.
قرأ بيتشينكوف في إحدى الصحف الصادرة في موسكو اعلانا لاستديو تابع للجيش الأحمر السوفيتى، وسرعان ما رشح سازونافا لكى تختبر قدراتها من خلال الالتحاق به. وقد ذهبت سازونافا البالغة من العمر 16 عاما إلى موسكو على الرغم من اعتراضات والدتها.
وقد كان هناك المئات من الراغبين في الالتحاق بالاستديو. وعلى لجنة الاختيار ان تختار ثلاثة فقط للدراسة من بين كل هؤلاء. أذهلت سازونافا أعضاء اللجنة من خلال أدائها لمنولوجات من المسرحيات والأغانى الشعبية الروسية، وعلى الرغم من ارتفاع مستوى المنافسة فقد اجتازت المسابقة وتم قبولها.
كان مرشد الممثلة الشابة في الاستديو هو الممثل السوفيتى أليكسى ديمترى بابوف. ووفقا للناقدة الأدبية ناتاليا ستاراسيلسكيا، فإن سازونافا كانت التلميذ الحقيقى لبابوف، حيث أستوعبت تماما كل ما قاله المعلم عن عمل الممثل وعن تنشئة عالمه الداخلى بدون " مواد البناء والتي يظهرها الكاتب على أنها عادية وخالية من الصفات الإنسانية وصفات الشخصية.
وقد ظهرت سازونافا لأول مرة في مسرحية «المعلم» لـسيرجى جيراسيموف في دور مانكا لاجوتينا. وقد جاءت والدة سازونافا ومعلمتها الأولى أنا كورياتنيكوفا من مدينة كيمرى إلى مسرح الجيش الأحمر بموسكو لمشاهدة العرض. ووفقا لاخرين، فإن أول دور أدته نينا سازونافا كان دور ماشا في مسرحية بعنوان «ليف جوريتش سينتشكين» 

### الحرب الوطنية العظمى
بدأت الحرب الوطنية العظمى في عام 1941 . ووفقا لذكريات سازونافا، ففي أحد أيام الصيف كانت تجرى بالمسرح بروفة دورية وفجأة ظهر أليكسى ديمترى بابوف وطالب الممثلين بالتوجه فورا إلى محطة السكك الحديدية البيلاروسية، حيث يتم هناك نقل الشباب الذين تم تعبئتهم إلى جبهة القتال. وفي مشهد مرتجل وبواسطة الاكورديون، تم تنظيم حفلة موسيقية صغيرة.
بعد مرور بعض الوقت توجهت سازونافا نفسها مع بقية أفراد فرقة المسرح إلى جبهة القتال. قدمت سازونافا مع بقية الممثلين الاخرين عروضا في الوحدات التابعة للجيش، والمستشفيات والخطوط الأمامية. كما قامت سازونافا بالتمثيل في كافة الخطوط الأمامية خلال معركة موسكو.
في أحد أيام الشتاء قامت الفرقة بتقديم عروض في إحدى الوحدات المتقدمة، حضر عسكرى لأجل الممثلين حتى يقوم بنقلهم عبر الغابة إلى وحدة أخرى. ولأن الطريق كان ملغما، لذا أضطروا أن يسيروا «خلف بعضهم البعض». كانت سازونافا تسير في المنتصف، ولكنها تعثرت في لحظة معينة وداست على لغم مضاد للدبابات. أمرها العسكرى قائلا: «قفي، لا تتحركى». قام بتمرير الممثلين أمامه وخاطف سازونافا قائلا: «إذا كنت تريدين البقاء على قيد الحياة، لا تتحركى من مكانك. علينا السير لمدة خمس عشرة دقيقة، سأقتاد الفرقة ثم أعود اليك بصحبة مهندس عسكرى». ظلت نينا واقفة على اللغم ما يقرب من ساعة حتى قدم المهندس العسكرى.
في صيف عام 1942 تم تطويق الفرقة الموسيقة التابعة للجيش الأحمر في محيط مدينة خاركوف. وقد توفي العديد نتيجة الاشتباكات مع الألمان، وقد نجحت سازونافا وعقيد من الجيش الأحمر في الاختباء من الأعداء في كومة قش. قام الجنود الألمان بتمشيط المنطقة وفحص الأكوام بالعصى. لم تنجح نينا أو العقيد في الهروب، تم إخراج العقيد من كومة القش ولكن لم يلاحظ احدا وجود نينا. في صباح اليوم التالى نجحت في الخروج من كومة القش. وبعد مرور بعض لوقت قابلت امرأة محلية، قامت المرأة العجوز بايوائها موقتا، وفي اليوم التالى أعطتها ملابس ريفية وغصن وقالت لها: «قولى أنك فقدتى البقرة». لم يتعرض لها الجنود الألمان الذين قابلتهم في طريقها. وجدها ضباط المخابرات السوفيتية وكانت متعبة وهزيلة واقتادوها حتى عبرت خط الجبهة، وسريعا تم تسليمها إلى أجهزة الأمن الذين أجروا معها تحقيقا. أثر ذلك بشكل كبير على صحتها العقلية، ونتيجة لذلك تم تشخيص حالتها على أنها «انفصام في الشخصية».
و طبقا لذكريات الفنانة نفسها، فعندما عادت إلى موسكو وذهبت للمسرح الذي تعمل به، لم يتعرف عليها الحارس ولم يسمح لها بالدخول. على مدى السنوات التي قضتها في الحرب، تغير مظهرها. ولكن بعد مرور بعض الوقت أضطرت سازونافا العودة إلى الجبهة.

### بعد الحرب
بعد انتهاء الحرب استمرت سازونافا في العمل بالمسرح التابع للجيش الأحمر، وفي نهاية عام 1950 بدأت العمل في السينما بنشاط.
و قد حازت الأدوار التي قدمتها سازونافا للسينما على شهرة شعبية. وقد لعبت في الأساس دور الزوجة والأم والعمة. ووفقا لما قالته نتاليا ستاراسيلسكيا، فإنه خلف التحديد المبتذل للغاية للدور المسرحى للكاتبة تختبئ موهبة وهي (نحت الشخصية من أدق التفاصيل وبنائها في نموذج محدد ومتعارف عليه ومقبول).
وتمتلك الممثلة القدرة الكاملة على تقديم دور المرأة البسيطة من الشعب. ووفقا لقصص المعاصرين، بعد العرض الأول لفيلم (هناك مثل هذا الفتى) والذي لعبت سازونافا فيه دور العمة أنيسيا، وصل خطاب بمخرج الفيلم فاسيلى شوكشين وكان محتواه ما يلى:
«عزيزى المخرج، من الذي لعب دور العمة أنيسيا؟ إذا كانت المرأة الريفية التي نعرفها، أشرح لنا كيف علمتها أن تقوم بهذا الدور؟ وإذا كانت ممثلة، كيف ظهرت في الفيلم كإمرأة قروية إلى هذه الدرجة؟»
بعد عرض فيلم «يوما وراء يوم» والذي لعبت فيه نينا سازونافا دور العمة باشا، وصلت الاف الخطابات إلى موسكو من كافة انحاء الاتحاد السوفيتى وكان كل ما كتب على بعض منها: «موسكو. العمة باشا». حتى أن هذا الرسائل قد وصلت إلى وجهتها.
وقد أعترفت سازونافا أنها كانت تحب التجوال . فقد زارت في السبعينيات بلاد أخرى لتقديم حفلات موسيقية، واستمرت في السفر إلى كافة مدن الاتحاد السوفيتى . كما ذهبت أكثر من مرى إلى مدينة كيمرى، حيث قضت سنوات الطفولة والشباب . وقد كانت تقول: «لا يزالوا يدعوننى ولكنى أرفض الإثم، فأنا لدى القوة . أما بالنسبة للحفلات الموسيقية الراعية، كيف يمكن أن أرفض الذهاب والالتقاء بالجنود والعمال . كما أننى لا أحب المحسوبية».
في الثانى من مارس عام 1977 حصلت سازونافا على لقب فنانة الشعب للاتحاد السوفيتى.
في نهاية الثمانينيات بدأت صحة سازونافا في التدهور، ولكن على الرغم من المرض لم تتوقف سازونافا عن النشاط الابداعى. في عام 1987 تم اقامة حفلة يوبيلية للاحتفال بسازونافا في القاعة الكبيرة للمسرح المركزى للجيش الأحمر . حصلت على العديد من الهدايا من كافة أنحاء الاتحاد السوفيتى، بما في ذلك باقة ورود قدمها لها العاملون بالحديقة النباتية لأكاديمية العلوم السوفيتية، كما تم تقديم برقية تهنئة من بناة محطة الطاقة الكهرومائية والتي شكروا فيها سازونافا على أعمالها وقدموا لها الدعوة لحضور الافتتاح المقبل للمحطة.

### السنوات الأخيرة من حياتها
في ليلة رأس السنة من 31 ديسمبر 2001 وحتى 1 يناير 2002 قام ابن الممثلة ويدعى ميخائيل بضربها ضربا مبرحا وكان في حالة سكر . فقدت سازونافا الوعى وذهب الابن ليخلد إلى اليوم . في الصباح وجد ميخائيل امه ملقاه على الأرض وهي فاقده للوعى، وقرر أنه ارتكب جريمة قتل ثم ألقى بنفسه من نافذة الطابق الحادى عشر في شارع سيليزنيوفسكى. تم نقل الممثلة في حالة خطيرة إلى وحدة العناية المركزة في مستشفى وزارة الدفاع الروسية.
بعد مراسلة ظهرت لدى سازونافا فجأة ممرضى تدعى لاريسا سفيرينكا وعرفت نفسها بانها حفيدة الممثلة . وقد انتهت ما تسمى بـ (الوصاية) بانه في مارس 2002 بقيت سازونافا في مستشفى في مدينة نوفازاجارى والتي اكتسبت شهرتها بوصفها (دار رعاية للمسنين). وتم بيعها شقتها مقابل مئات الالاف من الدولارات، وبعد ذلك كتبت سازونافا الشقة باسم سفيرنيكا  وكانت تتحدث عنها بشكل إيجابى.
بعد وقت قصير من وقوع الحادث حاول حفيد سازونافا ويدعى يفجينى ان يأخدها بعيدا إلى قبرص، ولكن اعتراضات الاطباء حالت دون ذلك . وقد بدا يفجينى في الصحافة كشخص لا يهتم سوى بالأمور والمادية ولا يلقى بالا إلى مصير جدته، وفقا لسفيرنيكا فان سازونافا كانت تعامل حفيدها بشكل سلبى.
وقد أعلن يفجينى أيضا ان جهود سفيرنيكا حالت دون تمكنه من التواصل مع جدته. بعد مرور بعض الوقت بدأت بعض الاشياء الثمينة في الضياع، أختفى وسام لينين الذي حصلت عليه سازونافا في عام 1987.
وخلال فترة المرض، تعرضت سازونافا إلى جلطتين دماغيتين، وتم تعليمها السير من جديد. كما عانت من التهاب المفاصل  وتم تشخيص حالتها على أنه (خرف). في أواخر سبتمبر من عام 2003 قامت لاريسا باستئجار شقة في ضواحى موسكو واستقرت فيها مع سازونافا.
في الرابع و العشرين من فبراير 2004 تدهورت الحالة الصحية لسازونافا بشكل حاد وتم نقلها إلى مستشفى 56 بموسكو. توفيت سازونافا في 29 فبراير وحتى 1 مارس 2004 نتيجة سكتة قلبية حادة. ودفنت في مقابر فاجانكوفسكى وتحمل الجيش الروسي نفقات الدفن. وقد وضعت لوحة على قبر الممثلة مكتوب عليها تاريخ ميلادها في 25 ديسمبر وتاريخ وفاتها في 1 مارس 2004.

## الحياة الشخصية
بعد انتهاء الحرب تزوجت سازونافا من مدير المعرض الفنى ألكسندر بوريسوف، ورزقوا بابنهم ميخائيل، ولكن لم يستمر زواجها ببوريسوف طويلا.
عندما بلغ ميخائيل السادسة عشر انتقل إلى منزل زوجته نتاليا لكى يعول الأسرة وكان عليه أن يترك المدرسة. عارضت سازونافا هذا الزواج بقوة وكانت تتجاهل الخطيبة نتاليا بكل الطرق . بعد مرور بعض الوقت رزق ميخائيل بابنه يفجينى، وسرعان ما انفصلا ميخائيل ونتاليا.
بعد الطلاق ذهب ميخائيل للعيش مع أمه، وبدأ يشرب الخمر وأدمن لعب القمار . بسبب تلك العادات السيئة فقد وظيفته وأصبح مثقلا بالكثير من الديون التي كانت سازونافا مجبرة على سدادها.
توترت العلاقات بين الابن والأم . قام ميخائيل بعزل سازونافا عن العالم الخارجى في السنوات الأخيرة من حياتها . فلم يسمح لها باستخدام التليفون أو باستقبال الضيوف في المنزل . ولكن كان هناك استثناء عشية الاحتفال برأس السنة عام 2002 قبل مأساة رأس السنة، حيث سمح ميخائيل لممثلى المسرح بالقدوم إلى المنزل لتهنئة سازونافا.

## التقييمات والأراء
كتب فنان الشعب للأتحاد السوفيتى أناتولى بابانوف والذي شارك سازونافا بطولة فيلم (بيتنا): «كانت سازونافا تبدو وكأنها لا تمثل على الإطلاق، فلديها تلك القدرة على التحول، وخلق الشخصيات النسائية الحية . فهي شخصية طيبة وصادقة ومتواضعة للغاية».
كما قال عنها المخرج والكاتب فاسيلي مكاروفيتش شوكشين والذي مثلت سازونافا في العديد من أفلامه: «تعد سازونافا تجسيدا للأمومة الروسية، التي لا يمكن أن نتعامل معها إلا من خلال الشعور بالولاء الموقر».
وفقا لأراء بعض الكتاب، فقد لعبت الأغانى التي أدتها سازونافا من خلال شخصياتها دورا كبيرا في تحقيق شهرتها . ومن تلك الأغانى: «الأخت», «واقفة على المحطة الصغيرة», «أختبأت الأقحوانات», «رقصة فالس للوداع». كما أن ممثلة الشعب للأتحاد السوفيتى لودميلا زيكينا قالت أنها ما كانت لتجرأ على القيام بالعروض الغنائية التي قدمتها صديقتها سازونافا، لأنها ما كانت لتصل إلى هذا العمق من المشاعر.

## إبداعها

### الأعمال المسرحية
- 1939 - ليو جوريتش سينتشكين - لعبت دور «ماشا»
- «الخالد» للكتاب أربوزوف وجلادكوف - لعبت دور «تانيا باتسوفا»
- «الجبهة» للكاتب كارنتشوك - لعبت دور الممرضة «ماروسيا»
- «السهل الواسع» للكاتب كارنيتشوك - لعبت دور «ستيبانيدا لوكيانوفانا»
- «لم يكن هنا فلسا واحدا ثم ظهرت الجائزة الكبرى» للكاتب أستروفسكى - لعبت دور «دومينا يفستجنيفنا»
- «الجرف» للكاتب جانتشروف - لعبت دور «بولينا كاربوفنا كريتسكيا»
- «الأرض البور المرتفعة» للكاتب شولوخوف - لعبت دور «لوشكا»

### الأفلام
- 1958 - قصيدة عن البحر - ستيبانيدا
- 1960 - قصة السنوات المشتعلة - والدة ماريا
- 1960 - حكاية بسيطة - لوبا، صديقة ساشا بوتابوفا
- 1961 - قمع المتمردة - كورميلتسيا
- 1963 - الأتوبيس الأول - ماريا إيجناتيفنا
- 1964 - هكذا يعيش هذا الشاب - العمة أنيسيا
- 1964 - ضوء النجوم البعيدة - كلوديا فاسليفنا كارستليوفا
- 1966 - النساء - كاترين تيموفينا بيدنوفا
- 1965 - بيتنا - ماريا إيفانوفا
- 1965 - في الصباح الباكر - جالينا بيتروفنا
- 1966 - ليس أفضل يوم - أنا تروفيموفنا
- 1968 - زجزاج السعادة - ماريا بيتروفنا
- 1968 - فتاة جديدة - والدة فالوديا
- 1969 - أناس غرباء - زوجة ماثيو ريازانتسيف
- 1970 - شارعى - كلوديا بيتروفنا زابرودينا
- 1972 - امرأة من سيبريا - جوريانوفا، والدة تامارا
- 1993 - الصدمة

### الأعمال الدرامية
- 1967 - شمال غرب برلين - شورا
- 1971 - 1972 - يوما وراء يوم - العمة باشا
- 1973 - قارعو الطبول - توزيكوفا
- 1978 - فاسا جيليزنوفا - فاسا جيليزنوفا

## الجوائز

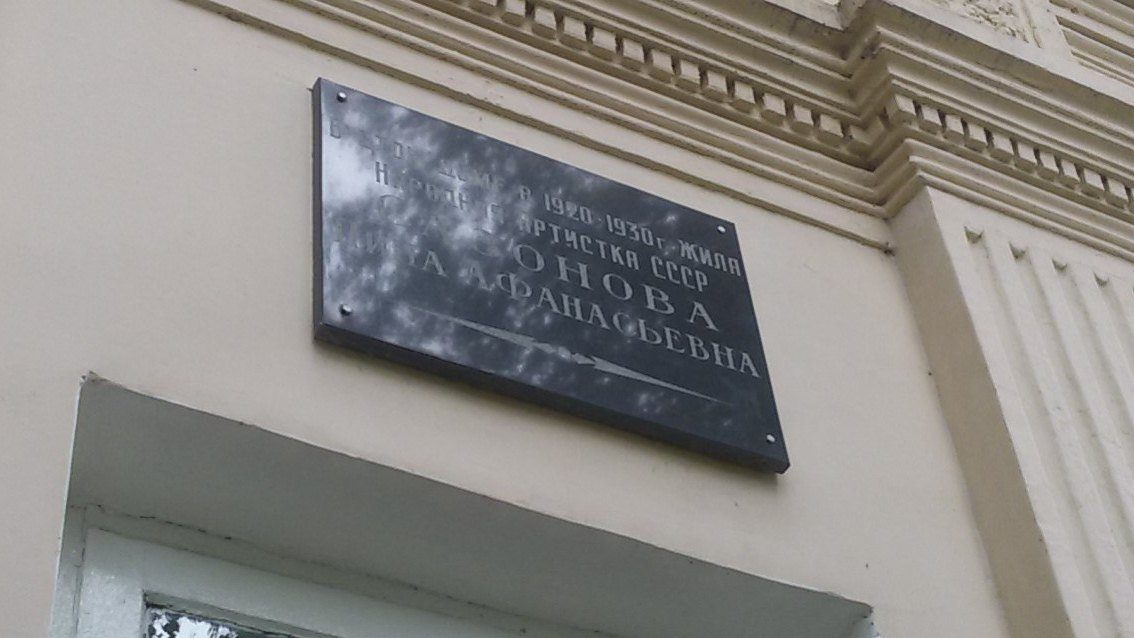
لوحة تذكارية لـ نينا سازونافا

- فنانة الشعب للأتحاد السوفيتى (2 مارس 1972) [35]
- فنانة الشعب لجمهورية روسيا السوفيتية الأتحادية الأشتراكية (7 مايو 1968) [20]
- حاصلة على لقب الجدارة من جمهورية روسيا السوفيتية الأتحادية الأشتراكية (10 أكتوبر 1959) [20]
- حاصلة على وسام لينين (6 يناير 1987) [15][20]
- حاصلة على وسام الصداقة (21 يونيو 1995) وذلك تقديرا للخدمات التي قدمتها للدولة والنجاحات التي حققتها في عملها واسهامها الكبير في تدعيم الصداقة والتعاون بين الشعوب [36]
- حاصلة على وسام (الخدمات المقدمة للوطن) من الدرجة الرابعة (23 مارس 2000) لاسهاماتها الكبيرة في تطوير الفن المسرحى [37]
- حاصلة على ميدالية "الانتصار على ألمانيا في الحرب الوطنية العظمى 1941-1945" (1945) [38]
- حاصلة على ميدالية (الاحتفال بالذكرى الـ 800 لمدينة موسكو) (1948) [38]

## ذكراها
في ذكرى نينا سازونافا وفي المنزل الموجود بمدينة كيمرى، حيث عاشت سازونافا مع عائلتها في العشرينيات والثلاثينيات من القرن الماضى (شارع الثالوث، منزل رقم 17) تم وضع لوحة تذكارية عام 2005 . وقد تمت مراسم افتتاح هذه اللوحة في الأول من أكتوبر عام 2005 وقد حضرها أندرية يبيشين رئيس الجمعية التشريعية بمقاطعة تفير وأوليج لافروف المدير الفنى لمسرح مدينة كيمرى للدراما والكوميديا وأقارب الفنانة.

## روابط خارجية
- نينا سازونافا على موقع IMDb (الإنجليزية)
- نينا سازونافا على موقع قاعدة بيانات الفيلم (الإنجليزية)
- نينا سازونافا على موقع كينوبويسك (الروسية)